# Fróntide
Fróntide o Frontis (en griego: Φρόντις) es la esposa de Pántoo, uno de los miembros del consejo de ancianos de la ciudad de Troya y sacerdote del templo local de Apolo. Con Pántoo, Fróntide fue madre de los héroes Euforbo, Hiperenor y Polidamante. Parece que acompañó a su esposo a Troya, desde Delfos, donde este era sacerdote de Apolo. No se sabe si compartió su final con Pántoo, que murió durante la toma de Troya por los griegos.